# 奎德林堡
奎德林堡（發音：[ˈkveːtlɪnbʊʁk] ⓘ）是德国萨克森-安哈尔特州哈茨县的城市，面积164.68平方千米，2023年12月31日人口为23,277人。

## 历史
奎德林堡的历史至少可以追溯到公元九世纪。作奎德林堡为一个市镇的记录始于公元922年，当时该地是捕鸟者亨利一世赠予的一部分。这笔赠予记录见于柯维修道院。
公元936年亨利一世死后,他的遗孀在城堡的山上建立了一个妇女宗教团体奎德林堡修道院，上层贵族家庭的女孩會在那里接受教育。1008年，奎德林堡修道院開始編寫《奎德林堡編年史》。
2014年1月1日，市镇巴特苏德罗德和盖恩罗德并入奎德林堡。

## 地理
奎德林堡位于哈茨山麓的北部，海拔约123米。最近的山海拔约181米。大部分的市镇位于博德河的西岸。

## 交通
位于奎德林堡西北120千米的汉诺威-朗根哈根机场和位于奎德林堡东南90公里的莱比锡/哈雷机场是两座离奎德林堡最近的机场。德国铁路运营的马格德堡至塔勒的区域列车途径该地。
奎德林堡車站建於1862年，為一座哥德復興式建築。

## 文化
奎德林堡的建筑特色为拥有大片的木质结构房屋。聯合國教科文組織将其指定为世界遺產。此城市的景點為老城擁的獨特石塊鋪面，錯綜複雜小巷弄以及一千兩百座六百多年來的木構造房屋；文藝復興形式市場，羅蘭雕像，宮殿與修道院教堂所珍藏的大教堂文物等。

## 人物
在奎德林堡诞生了很多德国历史上的名人，包括德国首位女医生多罗特娅·埃克斯莱本。

## 友好城市
奎德林堡与以下城市结为友好城市：
- 法國 欧努瓦-艾姆里（1961年）
- 德国 黑爾福德（1991年）
- 德国 策勒（1991年）
- 德国 哈默爾恩（1991年）
- 德国 漢恩明登（1991年）